# Stormhinder
Stormhinder är ett samlingsnamn för olika former av fysiska hinder avsedda att hindra, försvaga eller fördröja fiendens stormning av en befästning, skans eller motståndsnäste.
Till stormhinder räknas dels fasta hinder som palissader, stormpålar, taggtråd och stormgaller, dels rörliga eller flyttbara hinder som spanska ryttare och fotangel.